# Bow Mar
Bow Mar és una població dels Estats Units a l'estat de Colorado. Segons el cens del 2000 tenia 847 habitants.

## Demografia
Segons el cens del 2000, Bow Mar tenia 847 habitants, 295 habitatges, i 264 famílies. La densitat de població era de 454,2 habitants per km².
Per edats la població es repartia de la següent manera: un 27,3% tenia menys de 18 anys, un 3,3% entre 18 i 24, un 20,7% entre 25 i 44, un 32,0% de 45 a 60 i un 16,8% 65 anys o més.
L'edat mediana era de 44 anys. Per cada 100 dones de 18 o més anys hi havia 96,8 homes.
La renda mediana per habitatge era de 112.300 $ i la renda mediana per família de 119.377 $. Els homes tenien una renda mediana de 88.442 $ mentre que les dones 61.667 $. La renda per capita de la població era de 53.558 $. Entorn del 2,4% de les famílies i el 3,4% de la població estaven per davall del llindar de pobresa.

## Poblacions més properes
El següent diagrama mostra les poblacions més properes.